# Guerra d'Iraq, 2003-2011
La Guerra d'Iraq, 2003-2011 també coneguda com la Segona Guerra del Golf, l'Operació Llibertat Iraquiana, i l'invasió de l'Iraq, va ser un conflicte que va començar el dijous 20 de març de 2003, i va acabar el diumenge 18 de desembre de 2011.
A la fi de la guerra, es va donar pas a una operació d'entrenament de les tropes iraquianes per combatre la insurgència i el terrorisme. Aquesta operació es va donar a conèixer com Operació Nova Alba, i representa la continuació de la Guerra de l'Iraq, que comença quan els Estats Units organitzen una coalició multinacional per a la invasió de l'Iraq, composta per unitats de les forces armades dels mateixos Estats Units, Regne Unit, i contingents menors d'Espanya, Austràlia, Dinamarca, Polònia i altres països.

## Justificació de la guerra pel govern de Bush
La principal justificació per a aquesta operació que van oferir el president dels Estats Units, George Walker Bush i els seus aliats en la coalició, va ser la falsa afirmació que l'Iraq posseïa armes de destrucció massiva, el que hauria sigut una violació d'un conveni de 1991.
Funcionaris dels Estats Units van sostenir, d'una manera interessada, que l'Iraq representava una imminent, urgent i immediata amenaça pels Estats Units, pel seu poble i els seus aliats, així com als seus interessos. Es va criticar àmpliament els serveis d'informació, i els inspectors designats a l'efecte que no van trobar proves que existissin les preteses armes de destrucció massiva.
Després de la invasió, el Grup de Recerca a l'Iraq va arribar a la conclusió que l'Iraq havia acabat els seus programes per desenvolupar aquestes armes el 1991, i no hi havia cap en el moment de la invasió, però que tenien la intenció de reprendre la producció sempre que s'aixequessin les sancions. Alguns funcionaris dels Estats Units van afirmar que Saddam Hussein i Al-Qaida havien cooperat, però no hi ha proves de tal col·laboració.
Altres raons per a la invasió per part dels funcionaris incloïen les preocupacions sobre el suport financer de l'Iraq per a les famílies de terroristes suïcides palestins, violacions dels drets humans per part del govern iraquià, propagació de la democràcia, les reserves de petroli de l'Iraq, encara que aquest últim ha estat negat per altres funcionaris.
Tanmateix, l'Iraq, no va poder a desenvolupar armes nuclears, gràcies a l'Operació Òpera d'Israel, esdevinguda el 7 de juny de 1981. Malgrat que Tony Blair sabia que Irac no tenia armes de destrucció massiva i que els diplomàtics britànics el van prevenir del risc de caos, va aprovar l'operació. La invasió va portar a la ràpida derrota de les forces iraquianes. El president Saddam Hussein va ser deposat, va ser capturat el desembre de 2003. El 27 de desembre de 2006 el Tribunal d'apel·lacions d'Iraq va confirmar la condemna a mort i va ser executat el 30 de desembre. La coalició dirigida pels Estats Units a l'Iraq ocupat va tractar d'establir un nou govern democràtic.
Tanmateix, poc després de la invasió inicial, la violència contra les forces de la coalició i entre els diversos grups ètnics va donar lloc a una guerra asimètrica amb la insurrecció iraquiana, la guerra civil entre sunnites i xiïtes iraquians, i les operacions d'Al-Qaida a l'Iraq. Les estimacions del nombre de persones mortes fluctuen entre més de 150.000, fins a més d'un milió de persones assassinades.
El cost de la guerra ha estat estimat en més de 4.500 milions lliures (±6700 milions d'euros) per al Regne Unit, i més de 839.000 milions de dòlars milions als Estats Units, amb el cost total per a l'economia d'aquest últim estimada entre en 2,2 milions de milions. Algunes de les nacions van començar a retirar les tropes, a causa del rebuig de l'opinió pública i del creixent paper de les forces iraquianes en matèria de seguretat.

## 1991-2001: Inspeccions de l'ONU i zones de trànsit aeri restringit
Després de la primera Guerra del Golf de 1991, la Resolució 687 del Consell de Seguretat de les Nacions Unides va ordenar posar fi als programes de desenvolupament iraquià d'armes químiques, biològiques, nuclears, i míssils de llarg abast, així com que fos destruït l'arsenal existent, en virtut de la Comissió Especial de Control de les Nacions Unides.
Els inspectors d'armes de les Nacions Unides a l'Iraq van poder verificar la destrucció d'una gran quantitat d'armes de destrucció massiva, però les qüestions de fons segueixen sense resoldre. Després que la Comissió Especial va sortir de l'Iraq el 1998, a causa de la imminent acció militar per part dels Estats Units, i el Regne Unit.
Poc després que els inspectors es van retirar, els Estats Units i el Regne Unit van posar en marxa l'Operació Guineu del Desert, des del dimecres 16 fins al dissabte 19 de desembre de 1998, per tal de danyar la capacitat militar iraquiana. Van ser quatre dies de bombardejos sobre Bagdad i altres punts estratègics del país àrab, en què es van destruir arsenals, instal·lacions i sistemes de defensa.
A més de la inspecció del règim, els Estats Units i el Regne Unit (juntament amb França fins a 1998) van participar en un baix nivell de conflicte amb l'Iraq, i a fer complir les zones de prohibició de vols entre el nord i el sud de l'espai aeri iraquià. Aquestes zones van ser creades després de la guerra del Golf Pèrsic per protegir el Kurdistan iraquià al nord i les zones del sud xiïta, i van ser vistes pel govern iraquià com una violació de la seva sobirania. La defensa aèria iraquiana i les patrulles aèries nord-americanes i britàniques van intercanviar trets amb regularitat durant sis anys.
L'abril de 2001, el govern de Bush va donar el seu acord per utilitzar la intervenció militar a l'Iraq, perquè es va considerar una influència desestabilitzadora per al flux de petroli als mercats internacionals d'Orient Mitjà. Els neoconservadors als Estats Units van demanar que es promogués un cop d'estat molt abans dels atacs de l'11 de setembre, amb l'esperança que un nou govern fes servir, «el petroli de l'Iraq per destruir el cartell de l'Organització de Països Exportadors de Petroli (OPEP) mitjançant un augment massiu de la producció per sobre de les quotes de l'OPEP. Aquests plans van ser abandonats poc després de la invasió perquè l'ex-director de la Shell Oil Company, que havia estat acusat de la seva aplicació, es va negar a participar en indústria petroliera iraquiana, car es temia que la privatització pugui implicar l'exclusió de les empreses dels Estats Units, a diferència del ministeri estatal del petroli.
Aproximadament un any abans de l'Operació Llibertat per a l'Iraq, els Estats Units van començar al sud de l'Operació Focus com un canvi en la seva estratègia de resposta, augmentant el nombre global de les missions i la selecció d'objectius en totes les zones de prohibició de vols amb la finalitat de pertorbar l'estructura de comandament militar a l'Iraq. El pes de les bombes llançades sobre l'Iraq va augmentar i va atènyer 54,6 tones al setembre de l'any 2002.

## 2001-2003: Crisi del desarmament de l'Iraq i intel·ligència de la preguerra
El dijous 22 de maig de 2003 el Consell de Seguretat de les Nacions Unides va votar 14-0 a favor de l'aprovació de la resolució presentada per donar el poder de governar l'Iraq i d'utilitzar els seus recursos petroliers per a la reconstrucció del país als Estats Units i el Regne Unit. La resolució 1483 va acabar amb gairebé tretze anys de sancions econòmiques originalment imposades després de la invasió iraquiana a Kuwait el 1990. La resolució aprova que el secretari general de l'ONU, Kofi Annan, envieu un representant especial a treballar amb els administradors dels Estats Units i el Regne Unit en la reconstrucció, l'ajuda humanitària i la creació d'un nou govern.
Colin Powell presenta un model d'àntrax davant el Consell de Seguretat de l'ONU. La resolució va crear un nou programa de fons per al desenvolupament de l'Iraq a través del qual es manejaran els recursos obtinguts de l'explotació del petroli. Els fons seran usats pels Estats Units i la Gran Bretanya per reconstruir el país, activitat que serà supervisada per una nova Junta Consultiva composta per EUA i institucions financeres internacionals.
Començarà la seva existència amb un dipòsit de mil milions de dòlars, fons transferits del compte «petroli per aliments» dels Estats Units. El programa «petroli per aliments» va ser eliminat progressivament durant un període de sis mesos. La resolució requereix una revisió cada any, pas requerit per Alemanya i França. Síria, l'únic país àrab representat en el consell, va estar absent de la reunió.

## 2003: Invasió de l'Iraq

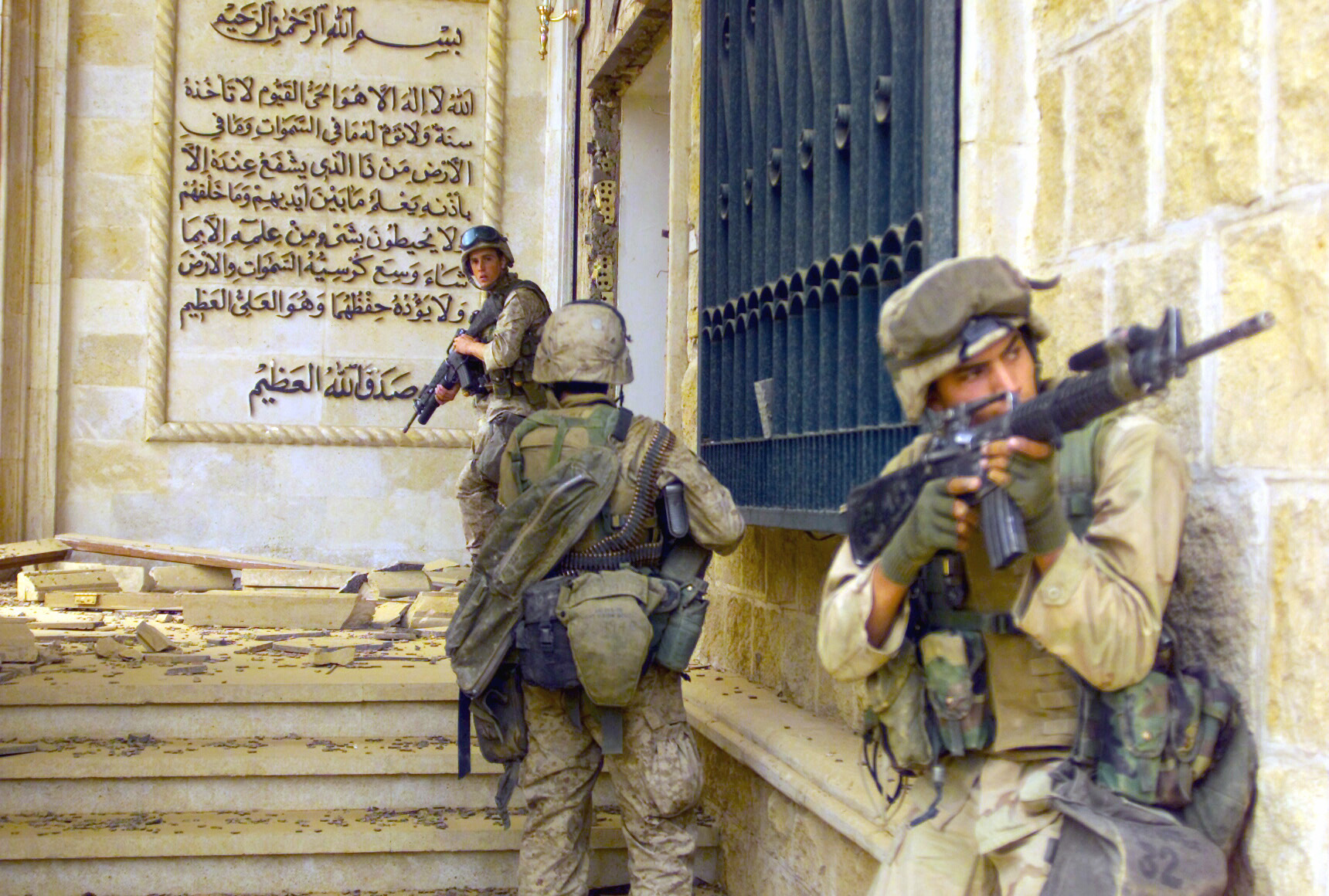

La invasió de l'Iraq es va iniciar el dijous 20 de març del 2003 quan les forces nord-americanes van iniciar els primers bombardejos aeris sobre els objectius iraquians amb míssils tomahawks llançats des de vaixells i submarins. Mentre les forces nord-americanes i britàniques van avançar des de Kuwait, els seus aliats kurds ho feien pel nord. El dimecres 9 d'abril els primers tancs nord-americà van entrar a Bagdad sense trobar molta resistència. El dijous 1 de maig de 2003 el President George W. Bush va declarar la fi dels principals combats. George W. Bush, president dels Estats Units, va recalcar que la invasió de l'Iraq no va ser d'ocupació sinó de «alliberament». A mitjan d'aquest mes Bush va dir que el govern democràtic iraquià seria establert «tan aviat es pugui». Abans de la invasió Bush va prometre un traspàs ràpid del poder a un govern democràtic, començant per la redacció d'una constitució iraquiana. Per dirigir la reconstrucció, es va crear l'Oficina per a la Reconstrucció i l'Assistència Humanitària. D'abril a maig de 2003, l'ORHA va ser guiada pel general Jay Garner, qui va ser reemplaçat més tard per l'administrador civil nord-americà Paul Bremer. Es va començar a compartir alguns poders amb un consell de govern provisional iraquià.
El divendres 16 de maig les autoritats nord-americanes van abandonar el pla de donar autoritat a un govern civil iraquià electe i presentar davant l'ONU una resolució per donar als Estats Units i Gran Bretanya el poder d'aplicar sancions econòmiques a l'Iraq, permetent als països aliats explotar els recursos del petroli com a pagament per reconstruir l'Iraq (que havia patit greus danys durant la guerra, principalment per les tropes de la coalició). La resolució els permetria nomenar per si mateixos a un govern provisional.
L'Autoritat Provisional de la Coalició va dividir l'Iraq, per assumptes administratius, en tres zones de seguretat: una zona nord a la regió de Mossul-Kirkuk, una zona central en la regió Bagdad-Tikrit i una zona sud a la regió Bàssora-Nasiriya. Les zones nord i central estan guarnides per tropes estatunidenques, mentre que la zona sud està guarnida per tropes poloneses (al voltant de Nasiriya) i britàniques (al voltant de Bàssora). Els Estats Units van exposar plans per mantenir l'autoritat militar, tot i que és crearà un nou exèrcit iraquià. El parador de Saddam Hussein va ser desconegut durant diversos mesos, fins que el dissabte 13 de desembre de 2003, Hussein va ser arrestat en una operació conjunta, efectuada per efectius kurds iraquians i soldats nord-americans, mentre es trobava amagat en un soterrani en els voltants de la seva localitat natal, Tikrit.

### Formació d'un govern provisional
El 2003 i amb motiu de reconstruir l'Iraq i organitzar sota una administració governamental en principi es va crear Oficina per a la Reconstrucció i Assistència Humanitària (ORHA amb les sigles en anglès. Aquesta va ser una organització instal·lada de manera provisional a l'Iraq per cobrir les necessitats i restablir el país dels desastres provocats després de la invasió per la coalició multinacional liderada pels Estats Units el març de 2003 que va posar fi al règim de Saddam Hussein. Aquesta organització va ser únicament dirigida per l'exmilitar, el general Jay Garner i després d'uns mesos va ser reemplaçada per l'Autoritat Provisional de la Coalició (CPA) dirigida per l'administrador civil Paul Bremer, l'ORHA va ser el primer òrgan governamental que va governar l'Iraq després de la caiguda del govern d'Hussein.

### La Zona Verda
Després d'ocupar el país, els nord-americans van decidir utilitzar un dels palaus de Bagdad com a enclavament per establir una zona d'operacions segura. L'edifici seleccionat va ser el Palau de la República, que va ser construït pels britànics el 1920 com a seu per al govern colonial, i més tard va servir com a palau reial, una vegada que el país va aconseguir la seva independència. Durant el govern de Hussein, el palau va servir de llar del president i la seva família. També era conegut per comptar amb nombrosos jardins i plantes, però els nord-americans li van assignar el nom de Zona Verda, no per això, sinó perquè la seva intenció era convertir-lo en un lloc segur per a les autoritats militars i civils que administrarien el país fins que la resistència fos vençuda de manera definitiva.
La Zona Verda consisteix en una àrea de cinc quilòmetres, des de la riba del riu Tigris fins als antics monuments que Saddam va manar construir per commemorar la guerra amb l'Iran. Va albergar en el seu interior nombroses oficines administratives, les principals residències dels funcionaris del nou govern, hotels d'allotjament per als periodistes que arribaven de l'estranger, etc Així, el Palau de la República va passar a convertir-se en la més gran ambaixada dels Estats Units a tot el món. La Zona també va comptar amb la seva pròpia estació de ràdio, pistes esportives, piscines, bars i restaurants, un subministrament permanent d'energia elèctrica i aigua potable, tot i que els habitants de Bagdad havien de patir constants talls d'aquests serveis essencials.
Tot i estar protegides per gruixudes parets de formigó, armament pesant i milers de soldats, els milicians iraquians no van deixar de llançar coets o projectils de morter contra la Zona Verda, en un intent per foragitar els invasors. El diumenge 26 d'octubre de 2003, la resistència va disparar entre sis i vuit míssils contra l'hotel Rachid, en el moment en què Paul Wolfowitz es trobava aquí de visita per la nació ocupada. Wolfowitz va aconseguir sortir il·lès de l'atac, però un coronel de l'exèrcit nord-americà va morir i altres 17 persones van resultar ferides.

## 2004: La insurrecció s'amplia
El començament de 2004 es va caracteritzar per una relativa calma a la violència. No obstant això, la violència va augmentar durant la primavera amb combatents contra una filial d'Al-Qaida, dirigida per Abu Musab al-Zarqawi per ajudar a conduir la insurgència.
A mesura que la insurgència créixer hi va haver un canvi en l'orientació de les forces de la coalició cap a les noves forces de seguretat iraquianes, quan centenars de civils iraquians i la policia van ser assassinats en els següents mesos en una sèrie d'atemptats massius.
Una organitzada insurgència sunnita, amb arrels profundes nacionalistes i motivacions islamistes, era cada vegada més poderosa en tot l'Iraq. Els xiïtes de l'Exèrcit Mahdi també van començar a llançar atacs contra objectius de la coalició en un intent de prendre el control de les forces de seguretat iraquianes. A les zones urbanes del sud i el centre de l'Iraq van esclatar de lluites guerrilles.
La més greu lluita fins a la data es va iniciar el dimecres 31 de març de 2004, quan insurgents iraquians de Falluja van parar una emboscada a un comboi dels Estats Units en què quatre contractistes militars privats van ser assassinats amb granades i trets d'armes petites.
Posteriorment, els seus cossos van ser arrossegats dels seus vehicles, colpejats, cremats i penjats en un pont que travessa l'Éufrates. Aquest fet, l'assassinat dels contractistes, desencadenaria una sèrie d'esdeveniments que acabarien amb el delicat equilibri en Najaf, Faluja i el seu entorn, portant a una successió de caos i violència. Així el dijous 1 d'abril el general de Brigada Mark Kimmitt promet capturar els agressors i pacificar la ciutat.
El dissabte 3 d'abril es converteix en el dia clau. D'una banda la primera força expedicionària dels Marines dels Estats Units rep l'ordre de llançar una ofensiva sobre Falluja. I d'altra una unitat d'operacions especials captura en Najaf al lloctinent de Muqtada al-Sadr, Mustafa al Yacoubi, buscat per l'assassinat d'un líder xiïta que va tornar a l'Iraq després de la invasió liderada pels EUA. El diumenge 4 d'abril els Marines comencen el seu assalt sobre Falluja, involucrant a més de 2.000 soldats (coneguda com la primera batalla de Falluja).
Mentre Muqtada al-Sadr començaria una revolta a Najaf, la qual s'ha anomenat en molts sectors de parla hispana com la Batalla del 4 d'abril o coneguda d'una altra manera com a Batalla de Najaf. L'aixecament va començar amb protestes a causa del tancament d'al-Hawza, un periòdic de Sadr, la setmana anterior, i per l'arrest de Mustafa al Yacoubi de dissabte, acabant amb un atac a gran escala sobre les tropes de la coalició.
El 19 d'abril, el recent elegit president del Govern d'Espanya, José Luis Rodríguez Zapatero, s'ordena la retirada immediata de les tropes espanyoles a l'Iraq, complint amb la seva promesa electoral de fer aquesta decisió només arribar al poder. Per tant, Espanya va deixar de formar part de la coalició.
La Primera Batalla de Falluja s'allargaria fins al primer de maig, en retirar les tropes nord-americanes de la ciutat després d'una dura contraofensiva insurgent el dia dimarts 27 Mentre a Najaf, que començava el dia diumenge 4 amb un atac sobre les posicions de la coalició a la ciutat, la lluita s'allargaria fins a l'endemà sense arribar a pacificar la ciutat.
A la llarga, el greu deteriorament de la situació va forçar la retirada de les tropes espanyoles a final del mateix mes, que van ser substituïdes per elements del 2n Batalló de la 1st Armored Division s Task Force (2-37 AR). Els enfrontaments esporàdics durant el mes de maig entre les diferents faccions iraquianes a la ciutat portarien finalment a un dur enfrontament entre el 2-37 AR i l'exèrcit d'al-Mahdi al cementiri de Najaf.
Agost seria testimoni, de nou a Najaf, de nous enfrontaments entre tropes nord-americanes i l'exèrcit d'al-Mahdi entorn del cementiri Wadi'as-Salam. La batalla acabaria tres setmanes després quan el gran Aiatol·là Alī al-Sistani va reeixir amb negociacions el cessament de les hostilitats.
Al novembre de 2004 es produeix la Batalla de Mossul en la qual les forces nord-americanes van fer una pau civil amb el sunnita local. Posteriorment l'Agència Central d'Intel·ligència (CIA) es va aliar gairebé exclusivament amb els kurds, i els Estats Units s'havien vist com a aliat tribal dels kurds, fent el conflicte inevitable. Posteriorment es produeix l'ofensiva sobre Falluja es va reprendre el novembre de 2004 en la batalla més sagnant de la guerra fins a la data: la segona batalla de Falluja, descrita per militars dels Estats Units com "el més pesat de combat urbà des de la batalla de Hue City al Vietnam ". Durant l'assalt, les forces dels Estats Units utilitzen fòsfor blanc com una arma incendiària contra els insurgents, generant controvèrsia. Els 46 dies de batalla van donar lloc a una victòria de la coalició, amb 95 nord-americans morts contra 1.350 baixes entre els insurgents. Falluja va ser devastada durant els combats.
El cas Jessica Lynch va estremir a les famílies dels Estats Units i l'opinió pública mundial. Una jove soldat, dotada d'un coratge excepcional, havia caigut presonera dels homes de Saddam Hussein, torturada i violada, abans de ser alliberada per comandaments de les Forces Especials. Donald Rumsfeld i George W. Bush es van emocionar amb el seu exemple, però algun temps després es va saber que aquesta història havia estat inventada pel gabinet de relacions públiques per mobilitzar l'ardor patriòtic.
Un altre esdeveniment important d'aquest any va ser la revelació de l'abús de presoners a Abu Ghraib que va rebre l'atenció dels mitjans a l'abril de 2004 En primer lloc els informes d'abús, així com imatges gràfiques que mostren el personal militar nord-americà abusant de presoners iraquians. El Departament de Defensa dels Estats Units va expulsar a 17 soldats i oficials del servei, mentre que set soldats van ser condemnats a penes de presó, rebaixats de rang i donats de baixa en forma deshonrosa. La Brigadier General Janis Karpinski, comandant de la presó, va ser rebaixada del seu rang a coronel el dijous 5 de maig del 2005. El diumenge 19 de desembre, un suïcida infiltrat es va immolar al menjador de la base nord-americana a Mossul, causant 22 morts, incloent 14 militars nord-americans, i 51 ferits.

## 2005: Eleccions i govern de transició
El dilluns 28 de juny de l'any anterior, Bremer, en representació del govern dels Estats Units, va lliurar formalment la sobirania al govern iraquià. A la pràctica, aquest govern es veu severament limitat per l'absència en ell d'importants líders xiïtes, la manca de control sobre les activitats de les tropes estrangeres, i els atacs de la resistència iraquiana. Dimecres 26 de gener, 31 marines nord-americans van morir a l'estavellar-se l'helicòpter en què viatjaven prop de la frontera amb Jordània. Dijous 7 de juliol, els d'Al-Qaida va assassinar l'ambaixador egipci a l'Iraq, Ihab al-Xarif, que havien segrestat dies abans.
Durant uns mesos, els Estats Units van sostenir que tenien la intenció de convocar una assemblea constituent, composta per iraquians influents, com ara líders que tenen respecte per la religió, i són considerats com adients per les autoritats, per la qual cosa són els més indicats per a l'ocupació dels càrrecs. La data límit per a aquesta convenció va ser posposada diverses vegades fins que es va suspendre definitivament. Els llocs locals i regionals són triats per un selecte grup en un intent per evitar l'elecció de persones que s'oposin a la presència dels Estats Units i Gran Bretanya, incloent persones religioses i altres funcionaris considerats radicals i perillosos. El dimecres 31 d'agost, es provoca una desbandada sobre el pont Al-Ayma de Bagdad durant el pelegrinatge a la mesquita de l'Imam Musa Al-Kadem, santuari sagrat per als xiïtes. Les autoritats van culpar a la xarxa d'Al-Qaida de provocar l'allau, la qual va deixar com saldo un aproximat de 900 persones mortes, i 815 ferits (439 ferits segons altres fonts).

## 2006: Guerra civil i govern iraquià permanent
Per tractar de reprimir la resistència organitzada i el creixent descontentament popular, els Estats Units va començar l'entrenament de les forces policials, va desplegar per tot el país de forces paramilitars nord-americans i va iniciar la creació del nucli d'un nou exèrcit al voltant de forces kurdes i antics comandaments mitjans de l'exèrcit d'Hussein.
L'establiment d'un nou govern civil a l'Iraq és complicat per les diferències religioses entre la majoria xiïta i la classe sunnita governant. A més, al nord iraquià, els kurds van tenir una autonomia de facto durant 12 anys sota la protecció de la zona d'exclusió de vol i reclamen la seva autonomia jurídica en el territori on estan assentats.
Durant la invasió, els Estats Units va declarar dissolts l'exèrcit i les forces de seguretat iraquianes, els van acusar de ser corruptes i sota el control dels fidels a Hussein. Poc després, davant la incapacitat de controlar la situació, especialment a les ciutats sunnites, s'han vist obligats a tornar a reclutar un gran nombre d'efectius de tots els rangs. Això, juntament amb la situació desastrosa després d'anys de bloqueig i la invasió, que havien destruït gran part de les infraestructures del país, han motivat serioses dificultats als nord-americans per mantenir el control de ciutats, carreteres i infraestructura petroliera.

### Execució de Saddam Hussein
El diumenge 5 de novembre de 2006, després de dos anys de judici, Hussein va ser condemnat, juntament amb altres dos acusats, "a morir a la forca" per l'Alt Tribunal Penal iraquià, que el va trobar culpable d'haver comès un crim contra la Humanitat, per l'execució de 148 xiïtes del llogaret de Dujail el 1982.
També se li atribueix la responsabilitat per l'atac químic a Halabja (1988), l'aixafament de la rebel·lió xiïta (1991), la guerra contra l'Iran (1980-1988), i la invasió de Kuwait (1990). En els dos anys del judici, Hussein es va mostrar desafiador davant el Tribunal Iraquià que el dijous 28 de desembre de 2006, el va confirmar l'ordre d'execució per al dimarts 2 de gener de 2007 Saddam Hussein va ser executat el dissabte 30 desembre 2006 pel càrrec de crims contra la humanitat.

## 2007: Augment de la violència
L'any 2007 va ser el més violent de tota l'ocupació. El nombre de morts i ferits es va disparar a màxims causa de l'ofensiva insurgent, tant en víctimes civils i forces de seguretat iraquianes com en baixes de les tropes estrangeres. Només el 2007 van morir aproximadament a l'Iraq un total de 904 militars nord-americans i més de 6.000 de la mateixa nació van ser ferits, la qual cosa constitueix les xifres més altes en tota l'ocupació. Les baixes iraquianes resulten més difícil de comptabilitzar, però s'estima que durant aquest any van morir de manera violenta 1.800 membres de les forces de seguretat iraquianes i més de 17.000 civils. Aquest augment de la violència es va deure a una ofensiva de la insurgència xiïta les principals ciutats del país així com als atacs de cèl·lules jihadistes que encara operaven a l'Iraq.
Ciutats com Bagdad, Mossul, Kirkuk, Najaf, Tikrit o Baquba, entre d'altres, van ser escenari d'atemptats i enfrontaments constants durant tot l'any en un intent per part dels insurrectes de frustrar el normal desenvolupament de la nova autoritat iraquiana recolzada per la força multinacional. En el seu discurs a la nació del dimecres 10 gener 2007 George Bush va declarar que la prioritat més urgent per a l'èxit a l'Iraq era la seguretat i va anunciar com la pedra angular de la seva estratègia l'enviament de 21.500 soldats i  1,2 milions de dòlars per a aquest programa. Les pressions sobre tropes nord-americanes es van veure agreujades per la contínua retirada de les forces britàniques de la governació de Bàssora. A principis de 2007, el primer ministre britànic Tony Blair va anunciar que, arran de l'Operació Simbad les tropes britàniques podrien començar a retirar-se de Bàssora i lliurar el maneig de la seguretat als iraquians.
Aquest anunci va ser confirmat a la tardor per Primer Ministre Gordon Brown, el successor de Blair, que de nou va esbossar un pla de retirada de les restants forces del Regne Unit amb una retirada completa per a la fi de 2008. Al juliol el primer ministre danès Anders Fogh Rasmussen va anunciar també la retirada de 441 soldats danesos de l'Iraq, deixant només una unitat de nou soldats de la dotació quatre helicòpters d'observació. La seguretat de la Zona Verda, sostinguda per l'Alt Comandament nord-americà, va quedar en dubte quan el divendres 13 d'abril, un atacant suïcida va aconseguir arribar fins a la cafeteria del Parlament, per detonar una càrrega explosiva que va provocar la mort de tres legisladors iraquians i va causar ferides a 23 persones més. El 2007 també es va registrar un fort augment d'atemptats insurgents amb clor. Turquia inicia una ofensiva militar al nord de l'Iraq contra la guerrilla kurda del PKK malgrat l'oposició Iraquiana i nord-americà. Els combats es desenvolupen a la província de Dohuk, al Kurdistan iraquià. Fins avui les autoritats turques van confirmar la mort de 230 rebels kurds i 27 militars turcs.

## 2008: Enfrontament amb les milícies xiïtes
Sectors xiïtes, de qui els invasors esperaven suport i acollida, es van aixecar liderats del clergue Muqtada al-Sadr fent-se forts a la ciutat de Najaf, de gran importància religiosa. Al-Sadr, després d'haver vist com la seva periòdic era prohibit per les tropes invasores i ell mateix era objecte de persecució, ha cridat a la unitat entre sunnites i xiïtes per defensar la sobirania del país.
Així mateix, la ciutat de Faluya s'aixecà contra els ocupants i realitza una defensa davant el lloc a què va ser sotmesa, la qual cosa a l'exèrcit dels Estats Units a buscar la mediació d'autoritats religioses per a la seva retirada i a la designació d'antics militars del règim de Saddam Hussein com encarregats de la seguretat de la ciutat, en un irònic gir respecte a la seva estratègia inicial cap membres de l'antic exèrcit iraquià i militants del Partit Baaz.
Al final d'any, el president nord-americà George W. Bush va signar un acord de seguretat amb el govern iraquià que estipulava el calendari per a la retirada gradual de les forces dels Estats Units del país; d'acord amb el mateix per al dimarts 30 de juny del 2009 les forces nord-americanes s'haurien retirat de les ciutats iraquianes, per al dimarts 31 d'agost de 2010 les unitats de combat sortirien del país marcant la fi de les missions de combat i llavors només quedarien 50.000 efectius per a tasques d'entrenament de les forces iraquianes fins a la definitiva retirada el dissabte 31 de desembre de 2011 l'acord va ser ratificat pel Parlament iraquià el dijous 27 novembre 2008.

## 2009: Reducció de la violència
L'any 2009 es va iniciar amb una reducció considerable de la violència a tot el país coincidint amb la finalitat de l'administració Bush, que era el símbol de l'ocupació nord-americana. Aquest fet i els avenços ja aconseguits en matèria de seguretat, així com el mateix desgast de la insurgència van reduir a nivells mínims les baixes en les tropes estrangeres. Tanmateix van continuar produint atemptats constants en un gran nombre de ciutats, castigant tant a les forces iraquianes com a la població civil.
El recent elegit president Barack Obama va anunciar el 27 de febrer de 2009 la retirada de les seves tropes el 31 d'agost de 2010, encara quedarien 50.000 soldats fins al 31 de desembre del 2011. Destaca també l'evolucionada cessió de les tasques de seguretat a les forces de seguretat iraquianes i el retrocés de les tropes britàniques al març, que van cedir a l'exèrcit i a la policia iraquiana el control de la província de Bàssora.
Al juny es va produir una ofensiva insurgent a les principals ciutats del país coincidint amb el traspàs de la seguretat en nuclis urbans a les forces iraquianes i el replegament de les forces estrangeres en les seves bases. S'atribueix clans xiïtes als atemptats indiscriminats que van causar més de 150 morts a Bagdad i Kirkuk durant l'última setmana de juny per tal de desestabilitzar el procés de traspàs de competències de seguretat urbana.
També al juny es van celebrar eleccions al Parlament del Kurdistan del Sud, regió que disposa d'autonomia parlamentària respecte a la resta del país. Els resultats van donar la victòria al reelegit president Massud Barzani, del Partit Democràtic del Kurdistan. No obstant això, l'oposició ha acusat de frau el resultat de les eleccions.
El diumenge 25 d'octubre es va produir un doble atemptat simultani davant de l'edifici de la Governació de Bagdad i en les proximitats del Ministeri de Justícia, que van causar 132 morts i uns 520 ferits. Ningú ha aclarit l'autoria de l'acció però se sospita de grups vinculats amb Al-Qaida.
El 8 de desembre es van tornar a produir atemptats en cadena al centre de Bagdad dels quals van causar més de 127 morts i centenars de ferits. Els objectius van ser diverses seus ministerials i judicials en diferents punts de la capital iraquiana. Aquestes accions han estat reivindicades per la branca iraquiana d'Al-Qaida.

## 2010: Nous atacs i retirada
El dilluns 25 de gener es va produir una cadena d'atemptats contra hotels de Bagdad que van causar almenys 36 morts i més de 70 ferits.
També al gener, el Tribunal Penal Suprem Iraquià va condemnar a pena de mort a Ali Hassan al-Majid, conegut com a Ali el Químic, per organitzar l'atac amb gas letal que es va cobrar la vida de més de 5.000 kurds a la ciutat de Halabja el 1988, quan era ministre de defensa del règim de Saddam Hussein.
Durant les setmanes prèvies a les eleccions del dilluns 8 de març, grups insurgents van iniciar una ofensiva amb nombrosos atemptats en diferents ciutats amb el propòsit de boicotejar el procés democràtic. Així, el dijous 4 de març, una cadena d'atemptats van causar 33 morts a la província de Diyala.
El 4 d'abril, hi ha un atemptat múltiple contre les ambaixades de l'Iran, Alemanya i Egipte a Bagdad. 41 persones hi moren hi 250 civils van ser ferits. El 19 d'abril una operació per les forces nord-americanes i iraquianes posa mata Abu Omar al-Baghdadi i Abu Ayyub al-Masri, dos principals líders de la filial d'Al Qaida a l'Iraq.
El 19 agost de 2010 els Estats Units havien retirar gairebé totes les seves tropes de combat de l'Iraq, deixant al país només 56.000 efectius de combat; la retirada es va avançar dues setmanes al termini previst i amb aquesta decisió del president Barack Obama va començar a posar fi a la intervenció dels Estats Units en la Guerra de l'Iraq; la resta de les tropes de combat es retirarien en el termini previst legalment pel tractat i llavors només quedarien 50.000 efectius nord-americans al país les tasques no serien de combat sinó d'entrenament de les forces iraquianes que seguiran lluitant soles contra la insurgència.
El 25 d'agost els insurgents iraquians organitzen una sèrie d'atemptats, sobretot contra comissaries de policia, que van causar 64 morts més de 250 ferits.
El 31 d'agost de 2010 Estats Units va retirar els seus últims efectius de combat de l'Iraq i va posar fi oficialment a la seva missió de combat en la guerra; però van romandre, com estava previst, cinquanta mil efectius militars nord-americans en missions d'intel·ligència i suport logístic i d'entrenament a les forces de seguretat iraquianes.

## 2011 Suport i entrenament dels Estats Units
Aquesta decisió d'Obama de donar fi a la guerra per passar a una nova fase a l'Iraq d'ajuda per a obtenir la pau i el retorn de la sobirania a l'Iraq és coneguda com a Operació Nova Alba (Operation New Dawn) i aquesta comandada pel General Lloyd Austin que va succeir el general Raymond T. Odierno (que havia tingut la comandància durant la guerra), per a l'entrenament de les tropes iraquianes contra el terrorisme i la insurrecció iraquiana. L'operació va començar el dimecres 1 de setembre de l'any 2010 i s'estendria fins al dissabte 31 de desembre de l'any 2011.